# Дафф (острова)
Дафф (англ. Duff Islands, пилени Taumako) — небольшая группа островов, лежащая на северо-востоке от островов Санта-Крус, входит в состав провинции Темоту Соломоновых Островов. Также известны как Острова Уильсона (англ. Wilson Islands). На островах полностью отсутствуют дороги, телефоны и электричество. Контакты с внешним миром осуществляются только с помощью небольшого радио и редких грузовых судов.

## География
Острова Дафф включают:
- Таумако, основной остров, с ближайшими островами Тахуа и Тохуа.
- Острова Басс: Луа, Каа и Лорева.
- Острова Тулеку: Тэ Аку, Лакоа, Улаку, Лакао и Элинги.
- Риф Холли-Джексон.

Площадь — 14 км².

## История
Острова Дафф названы в честь миссионерского корабля «Дафф» (англ. Duff), капитаном которого был Джеймс Уильсон, обнаруживший острова в 1797 году.

## Население
Основное население островов составляют полинезийцы, говорящие на языке пилени.

## Экономика
Основное занятие местных жителей — сельское хозяйство и рыболовство.